# L'Entreprise (magazine)
Pour les articles homonymes, voir L'Entreprise.
L'Entreprise était un magazine mensuel économique français. Il appartient au Groupe L'Express.

## Histoire
Créé en mai 1985 pour insuffler l’esprit d’entreprise et aider les dirigeants de PME dans leurs décisions quotidiennes, le magazine mensuel L’Entreprise s’est vite imposé sur son créneau. Il a trois pères fondateurs : Jean-Louis Servan-Schreiber, Jean Boissonnat, et Jacques Barraux, devenu ensuite directeur de la rédaction du quotidien Les Échos.
Lancé par le groupe Expansion et Ouest-France, ce petit frère de L'Expansion est d’abord vendu exclusivement par abonnement jusqu’en septembre 1986, puis en kiosque.
Le 28 février 2011, L'Entreprise fait évoluer sa formule, change son logo ainsi que  sa signature publicitaire : « L'Entreprise change. Et la vôtre ? ».
Faute d'équilibre financier, le magazine a cessé sa parution en octobre 2013.

## Contenu
L'Entreprise, le magazine des dirigeants de PME-PMI, est un outil de travail qui propose des idées pour développer son entreprise. Les solutions pour la vente et le marketing apportées par la rédaction sont élaborées à partir de conseils concrets tirés d’expériences de chefs d’entreprise.
Son univers est davantage celui des entreprises patrimoniales que des multinationales, avec de nombreux portraits d’entrepreneurs et des articles pratiques.
Autre particularité, une bonne partie de sa rédaction a travaillé en entreprise. Avant d’être journalistes, certains ont été banquier, juriste d’affaires, responsable des ressources humaines, directeur de clientèle dans la publicité, dircom d’un cabinet de conseil... Ils mettent à profit ces expériences dans chacune des enquêtes pour coller au plus près à la vraie vie.

## Structure du magazine
L'entreprise dans sa formule 2011 se décompose en huit grandes sections : 
- Repères
- Veilles
- le dossier
- Palmarès
- Stratégies
- Management
- Les essentiels
- Espace créatif

## Équipe éditoriale
- Rédacteur en chef : Philippe Flamand.
- Rédactrice en chef web : Nathalie Samson.

## Diffusion
| 2005  | 2006   | 2007   | 2008   | 2009   | 2010   | 2011   | 2012   |
| ----- | ------ | ------ | ------ | ------ | ------ | ------ | ------ |
| 9 008 | 90 478 | 89 547 | 89 971 | 79 845 | 79 306 | 79 889 | 76 511 |

Le site internet totalise environ 900 000 visites par mois.